# Another Valley on the Long Decline
Another Valley on the Long Decline ist das zweite Musikalbum der deutschen Indie-Rockband Speed Niggs. Es wurde im Sommer 1990 veröffentlicht.

## Einordnung
Das Album ist eine nahtlose Fortsetzung des Vorgängers Boston Beigel Yeah!, dem Debütalbum der Speed Niggs. Another Valley startet mit dem Neil-Young-Klassiker Mr. Soul. Im folgenden Paint It Sweet ist Evan Dando von der amerikanischen Band The Lemonheads als Gastsänger zu hören. Toys In The Deep Freeze wurde etwa zeitgleich auf dem von Alfred Hilsberg zusammengestellten Sampler Geräusche für die 90er veröffentlicht.
Mit diesem Album festigten die Speed Niggs ihren Ruf als deutsche Indie-Gitarrenband amerikanischer Prägung. Insgesamt klingt Another Valley uninspirierter als der Vorgänger und wurde von der Kritik entsprechend verhalten aufgenommen. Die Stimmung ist düsterer, die Songs, abgesehen vom Highlight Paint It Sweet, sind deutlich schwächer und unkreativer.

## Titelliste

### LP

#### Seite A
1. Mr. Soul – 2:44
2. Paint It Sweet – 5:05
3. To And Fro – 4:07
4. Garbage Love – 3:15
5. Toys In The Deep Freeze - 4:06
6. The Well – 3:50

#### Seite B
1. Shut Down – 5:24
2. My Friend – 3:34
3. Ride The Cage – 3:33
4. Time To Quit – 5:10
5. Shoreline Blues – 1:56
6. Another Valley On The Long Decline – 5:35

#### CD-Zusatztracks
1. Up For The Ride – 6:27
2. Ride The Cage – 3:12
3. Dress Up – 4:01
4. Suck My Ass It Smells – 0:16
5. I Don’t Give A Shit – 3:01

Alle Songs wurden von Christopher Uhe und/oder den Speed Niggs geschrieben, Mr. Soul von Neil Young, I Don´t Give A Shit von G.G. Allin.